# Ignacy Zakrzewski (ur. ok. 1758)
Ignacy Zakrzewski herbu Pomian (ur. ok. 1758 roku) – kasztelan bydgoski w latach 1792–1793, szambelan królewski w 1792 roku, porucznik piechoty wojsk koronnych w latach 1780–1783, starosta radziejowski w latach 1777–1793.
Poseł na sejm 1778 roku z województwa inowrocławskiego. Był posłem na Sejm Czteroletni z województwa brzeskokujawskiego w 1788 roku. Sędzia sejmowy ze stanu rycerskiego z Prowincji Wielkopolskiej w 1791 roku.
Figurował na liście posłów i senatorów posła rosyjskiego Jakowa Bułhakowa w 1792 roku, która zawierała zestawienie osób, na które Rosjanie mogą liczyć przy rekonfederacji i obaleniu dzieła 3 maja.
W 1792 roku otrzymał Order Orła Białego, w 1785 roku został kawalerem Orderu Świętego Stanisława. 
Niektóre opracowania (m.in. Mariusz Machynia, Czesław Srzednicki, Wojsko koronne. Piechota. Kraków 1998, s. 197) mylą go z Ignacym Wyssogotą Zakrzewskim.